# John Henry Davies
John Henry Davies (d. 1927) a fost un om de afaceri englez. În anul 1902 a devenit proprietarul clubului de fotbal Manchester United FC (numit atunci Newton Heath), care avea datorii imense. Davies a rezolvat problema financiară a clubului și a cumpărat o serie de jucători, precum Billy Meredith și Sandy Turnbull. Davies a fost cel care a schimbat numele clubului în Manchester United și cel care a înlocuit echipamentul galben-verde cu celebrul echipament care este utilizat și astăzi (tricou roșu și șort alb).